# دانی اورورک (فوتبال)
دانی اورورک (انگلیسی: Danny O'Rourke؛ زادهٔ ۳۱ مهٔ ۱۹۸۳) یک بازیکن فوتبال اهل ایالات متحده آمریکا است. او بازی حرفه‌ای را با باشگاه فوتبال سن‌خوزه ارث‌کوئیکز شروع کرد و از سال ۲۰۱۴ برای پورتلند تیمبرز بازی می‌کند.